# Malcolm Wheeler-Nicholson
Malcolm Wheeler-Nicholson (Greeneville, 7 de janeiro de 1890 – Long Island, 21 de setembro de 1965) foi um escritor e empresário norte-americano de revistas pulp.
Foi pioneiro do gibi americano ao publicar o primeiro periódico contendo apenas material original ao invés das reimpressões de tiras de jornais comuns na época. Muito tempo depois de sua saída da editora de quadrinhos que ele mesmo fundou, a National Allied Publications evoluiria e se transformaria na DC Comics, um das duas maiores editoras de história em quadrinhos dos Estados Unidos, rivalizando com a Marvel Comics.
Por escolha dos juízes, o Major Malcolm Wheeler-Nicholson foi incluído em 2008 no Hall da Fama do Eisner Awards, o mais importante prêmio das HQs dos Estados Unidos.

## Biografias
Malcolm nasceu em Greeneville, nas montanhas do oeste do Tennessee, em 1890. Seu pai morreu em 1894, logo após o nascimento de seu segundo filho, Christipher. Uma irmã morreu no mesmo ano. Sua mãe, Antoinette Wheeler, era filha de Christopher Wheeler, cirurgião do Exército da União em Jonesborough, no Tennessee, dono do jornal Jonesborough Herald and Tribune. Mudou-se para Buffalo, no estado de Nova York depois de fica viúva, tornando-se jornalista e entrando em contato com o movimento sufragista. Depois trabalhou para uma revista feminina pioneira em Portland, no Oregon.
Nesta época ela mudou seu sobrenome de Strain para Straham e se casou com o professor Thomas J. B. Nicholson, que se tornaria o padrasto das crianças. As crianças foram criadas em um rico ambiente intelectual por onde circularam convidados como Theodore Roosevelt e Rudyard Kipling. Malcolm passou a infância em Portland e em um rancho de cavalos nas proximidades. Por ter crescido montando em cavalos, ele foi admitido na academia militar em DeWitt, no estado de Nova York em 1917, entrando para a companhia de cavalaria do Exército dos Estados Unidos como segundo tenente. Ele se tornaria o mais novo major do Exército e oficial de cavalaria do Exército até então, aos 27 anos.
Neste início de carreira ele patrulhou a fronteira mexicana, combateu epidemias e jogou polo nas Filipinas, além de liderar um batalhão de infantaria contra os bolcheviques na Sibéria. Foi ainda comandante do quartel-general da cavalaria norte-americana em Rhine. Como oficial da Inteligência do Exército, serviu em vários postos avançados como no Japão, Inglaterra e Alemanha. Após a Primeira Guerra Mundial, Malcolm foi enviado para estudar na Escola Militar Especial de Saint-Cyr, em Paris.
No começo da década de 1920, Malcolm escreveu uma carta aberta ao então presidente Warren G. Harding acusando seus oficiais superiores e o comando de maus tratos a soldados afro-americanos da Companhia Buffalo, o que levou a um processo contra ele, audiências e um processo contra o superintendente da Academia Militar de West Point, o general Fred W. Sladen. Sua família foi vítima de um tiroteio, onde acusaram o Exército de ser o mandante. Neste tiroteio, Malcolm foi hospitalizado após levar um tiro na perna.
Em 1922, ele foi condenado a um julgamento na corte-marcial por violação do artigo 96 dos Artigos de Guerra ao publicar uma carta aberta. Ainda que as acusações contra ele tenham sido retiradas, sua carreira militar tinha chegado ao fim. Ele continuou com seu posto, mas não tinha mais chances de promoção. Malcolm deu baixa de seu posto em 1923. Seu processo contra o general Sladen foi indeferido pela Suprema Corte do Estado de Nova York no ano seguinte.

## Carreira literária
Malcolm escreveu obras de não-ficção sobre temas militares, incluindo o livro de 1922 Modern Cavalry. Também escreveu obras de ficção, incluindo um livro de faroeste chamado Death at the Corral. em 1922, ele começou a escrever contos para revistas pulps. O Major logo se tornou um nome artístico, escrevendo ficção de aventura militar e histórica para revistas como a Adventure e a Argosy. Também foi ghostwriter e escreveu seis livros de aventuras sobre o herói Bill Barnes para a editora Street & Smith.
Em 1925, ele fundou a Wheeler-Nicholson, Inc., uma distribuidora de tirinhas e quadrinhos para ajudar a popularizar seu trabalho, incluindo uma adaptação em tirinhas de jornais do livro A Ilha do Tesouro, de Robert Louis Stevenson, com arte de N. Brewster Morse.

## Vida pessoal
Enquanto estudava na Escola Militar Especial de Saint-Cyr, em Paris, ele conheceu a aristocrata sueca Elsa Sachsenhausen Björkbom. Após uns meses de paquera, eles se casaram em Koblenz, na Alemanha, em 1920. A primeira filha do casal, Antoinette, nasceu em Estocolmo, em fevereiro de 1921.
A segunda filha, Marianne, nasceu em 1923, em Rye, no estado de Nova York. O terceiro filho do casal, Malcolm, nasceu em 1926, também em Rye. O quart filho, Douglas, nasceu em 1928 e Diane nasceria em 1932. A atriz norte-americana de cinema e televisão Dana Wheeler-Nicholson, que estrelou séries como Sex and the City e Law & Order: Criminal Intent, é neta de Malcolm Wheeler-Nicholson, filha de Douglas Wheeler-Nicholson.

## Morte
Malcolm morreu em 21 de setembro de 1965, em Long Island, aos 75 anos. Ele foi sepultado no Cemitério de Port Washington, em Nova York.